# キャラクターグッズ専門店
キャラクターグッズ専門店（キャラクターグッズせんもんてん）は、マスコットや漫画・アニメなどのキャラクターグッズを専門に販売する小売店である。

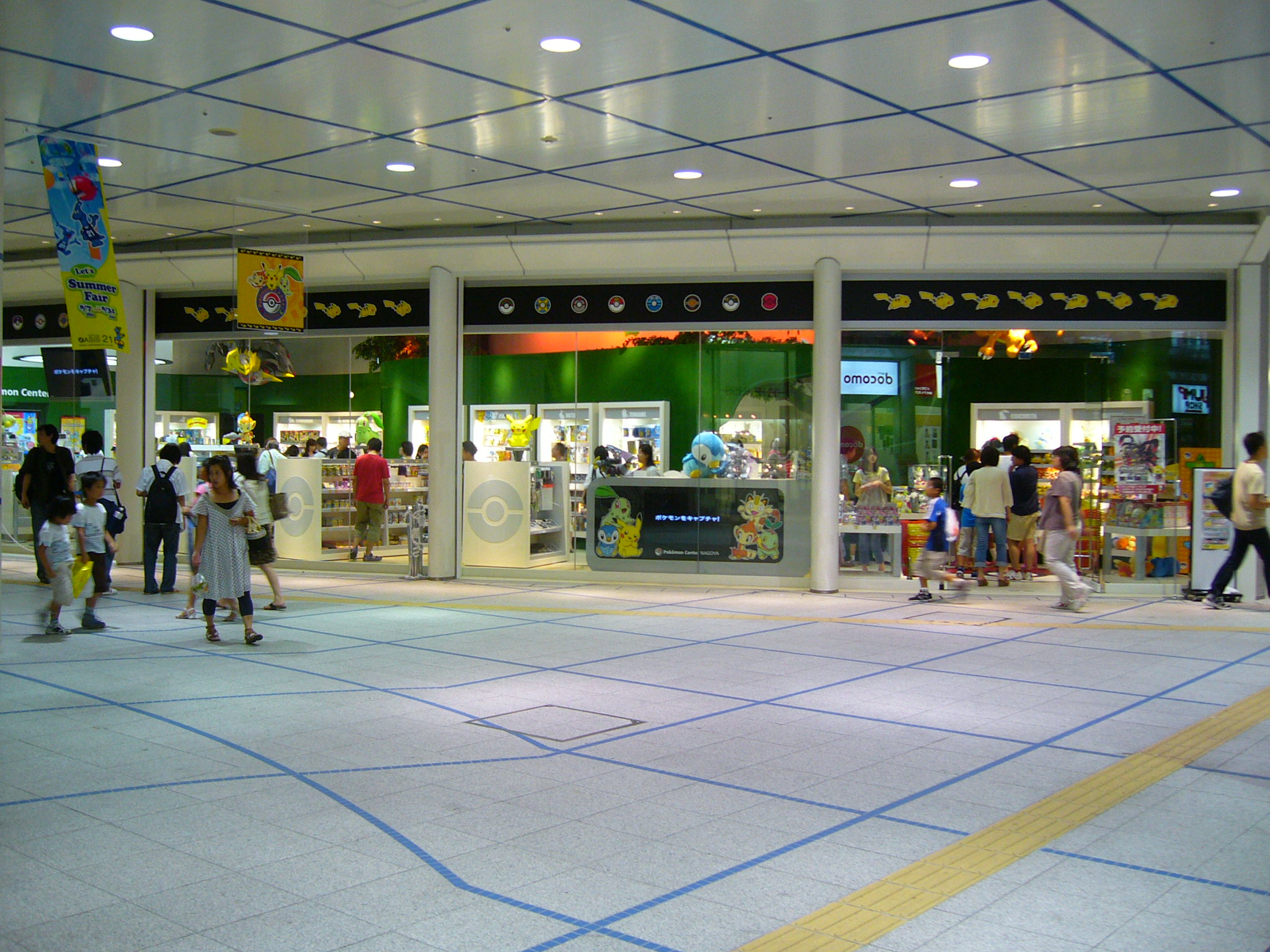
オアシス21にあった頃のポケモンセンターナゴヤ（2008年）

## キャラクターグッズ専門店の例
- サンリオショップ、サンリオギフトゲート
- ディズニーストア
- ポケモンセンター
- ジャンプショップ
- スヌーピータウンショップ
- ハローキティジャパン
- ゲーマーズ
- ジーストア
- プリキュア プリティストア
- アイカツ!オフィシャルショップ、AIKATSU!STYLE
- Prism Stone
- primaniacs
- ヨロズマート
- eeo Store
- パーフェクトワールドトーキョー
- さくらパンダマーケット

## 主な取り扱い商品
ファングッズやファンアイテムと呼ばれることもある。キャラクターの絵柄入りの商品をさす。
- 文房具
  - 下敷き・メモ帳など。
- 携帯ストラップ
- ラミネートカード
- ピンバッジ
- マグカップ
- テレホンカード・図書カード
  - ポイントサービスのポイント交換の景品となっていることも多い。
- トレーディングカード
- ぬいぐるみ
- フィギュア
- カプセルトイ
- 食玩
- ポスター・カレンダー
  - 店頭POP用のポスターも使用後に販売していたり、抽選等でもらえることがある。
- Tシャツ
- 抱き枕